# Togo a 2013-as úszó-világbajnokságon
Togo két úszóval vett részt a 2013-as úszó-világbajnokságon, akik két versenyszámban indultak.

## Úszás
Férfi
| Versenyző     | Verseny               | Selejtező | Selejtező | Elődöntő          | Elődöntő          | Döntő             | Döntő             |
| Versenyző     | Verseny               | Idő       | Helyezés  | Idő               | Helyezés          | Idő               | Helyezés          |
| ------------- | --------------------- | --------- | --------- | ----------------- | ----------------- | ----------------- | ----------------- |
| Eméric Kpegba | 50 méteres gyorsúszás | 30.54     | 102       | Nem jutott tovább | Nem jutott tovább | Nem jutott tovább | Nem jutott tovább |

Női
| Versenyző   | Verseny               | Selejtező  | Selejtező  | Elődöntő          | Elődöntő          | Döntő             | Döntő             |
| Versenyző   | Verseny               | Idő        | Helyezés   | Idő               | Helyezés          | Idő               | Helyezés          |
| ----------- | --------------------- | ---------- | ---------- | ----------------- | ----------------- | ----------------- | ----------------- |
| Adzo Kpossi | 50 méteres gyorsúszás | Nem indult | Nem indult | Nem jutott tovább | Nem jutott tovább | Nem jutott tovább | Nem jutott tovább |